# Jalil Zaland
Ustad Jalil Zaland (persisch استاد جلیل زلاند Ustad Dschalil Zaland, DMG Ustād Ǧalīl Zalānd; auch Zoland) (* 1930 oder 1935 in Kabul; † 30. April 2009 in Tarzana, Los Angeles, Kalifornien) war ein afghanischer Musiker.
Zaland lebte nach der Flucht aus Afghanistan in Los Angeles und wurde von seiner Tochter Shala Zaland bis zu seinem Tod umsorgt und gepflegt. Sein ältester Sohn Farid Zaland ist in der Region ein bekannter Musiker und Komponist.

## Karriere
Ustad Zaland lernte zunächst die klassische indische Musik der Patiala-Schule bei dem berühmten Musiker von Charabat, Ustad Ghulam Hossein. Farach Afandi, ein aus der Türkei stammender Gelehrter, befreundet mit Mahmud Tarzi, und der Komponist Abdul Ghafur Breshna brachten Zaland die Grundzüge der auf Noten, Harmonielehre und Mehrstimmigkeit basierenden Musik bei.
Eine der nennenswerten Leistungen von Ustad Zaland war die Gründung eines 30-köpfigen Orchesters. Das Orchester war mit Musikinstrumenten des Kulturkreises, aber auch mit abendländischen Musikinstrumenten ausgestattet. Die Zahl der Musikspieler des Orchesters wurde doppelt angegeben.
Deshalb bekam eine beachtliche Zahl junger afghanischer Amateure Auslandstipendien, um in europäischen Ländern wie etwa in Österreich und ehemaligen Staaten der Sowjetunion mit den Grundzügen der klassischen Musik des Abendlands vertraut zu werden.
Hier versuchte Zaland, die traditionelle Musik in Afghanistan in der Radio Kabul später Radio Afghanistan integrierten Musikausbildungsstätte zu professionalisieren. Kaum war es Afghanistan gelungen, ein auf Mehrstimmigkeit und Harmonielehre basierendes Musik-Orchester zu etablieren, scheiterte dieses Projekt wegen des Ausbruchs des Afghanistan-Konflikts und der bewaffneten Auseinandersetzungen.
Ab den 1980er Jahren mussten viele Musiker das Land verlassen. Es blieben einige Stipendiaten und Musiker mit Ausbildung ganz im Ausland. Selbst diejenigen Musiker, die wie Babrak Wassa ihr Studium im Konservatorium Tschaikowskí abgeschlossen haben, beantragten Asyl im Ausland.
Die mehrstimmige Musik des Landes konnte dank vieler dieser Musiker im Ausland fortgesetzt werden. Seit 2002 versuchen diese Menschen, Musikgruppen und das Orchester sowie die Musikkapellen, auch die Militärkapelle wiederaufzubauen.
Ustad Zaland bildete mehrere Schüler aus, die heute sehr berühmt sind. Er war auch einer der ersten Lehrer von Ahmad Wali.
Ustad Zaland wusste die friedensstiftende Rolle der Musik zur Völkerverständigung zu schätzen und arbeitete mit zahlreichen Musikern aus Nachbarstaaten Afghanistans zusammen. Er hatte eine Vorliebe für die Gedichte von Saadi. Seine Lieder sang u. a. die iranische Sängerin und Schauspielerin Googoosh. Auch heute erfreuen sich seine Lieder – auch außerhalb der Grenzen Afghanistans – in vielen persischsprachigen Gemeinden.